# Xã Neligh, Quận Antelope, Nebraska
Xã Neligh (tiếng Anh: Neligh Township) là một xã thuộc quận Antelope, tiểu bang Nebraska, Hoa Kỳ. Năm 2010, dân số của xã này là 271 người.